# Epidèmia del 412 aC
L'Epidèmia del 412 aC d’una malaltia desconeguda, sovint identificada com a grip, va ser reportada al nord de Grècia per Hipòcrates i a Roma per Titus Livi. Tots dos descriuen que l'epidèmia va durar aproximadament un any.
L'esclat de la malaltia va causar una escassetat d’aliments a la República romana i la fam només es va poder evitar amb menjar procedent de Sicília i Etrúria, i mitjançant missions comercials als "pobles que habitaven al mar Toscana o al Tíber".
Hipòcrates va descriure una gran varietat de símptomes, entre ells: febre, tos, dolor al cap i al coll i emaciació. La malaltia tenia una alta taxa de mortalitat entre els nens que encara no havien tingut la pubertat.